# Karmelija

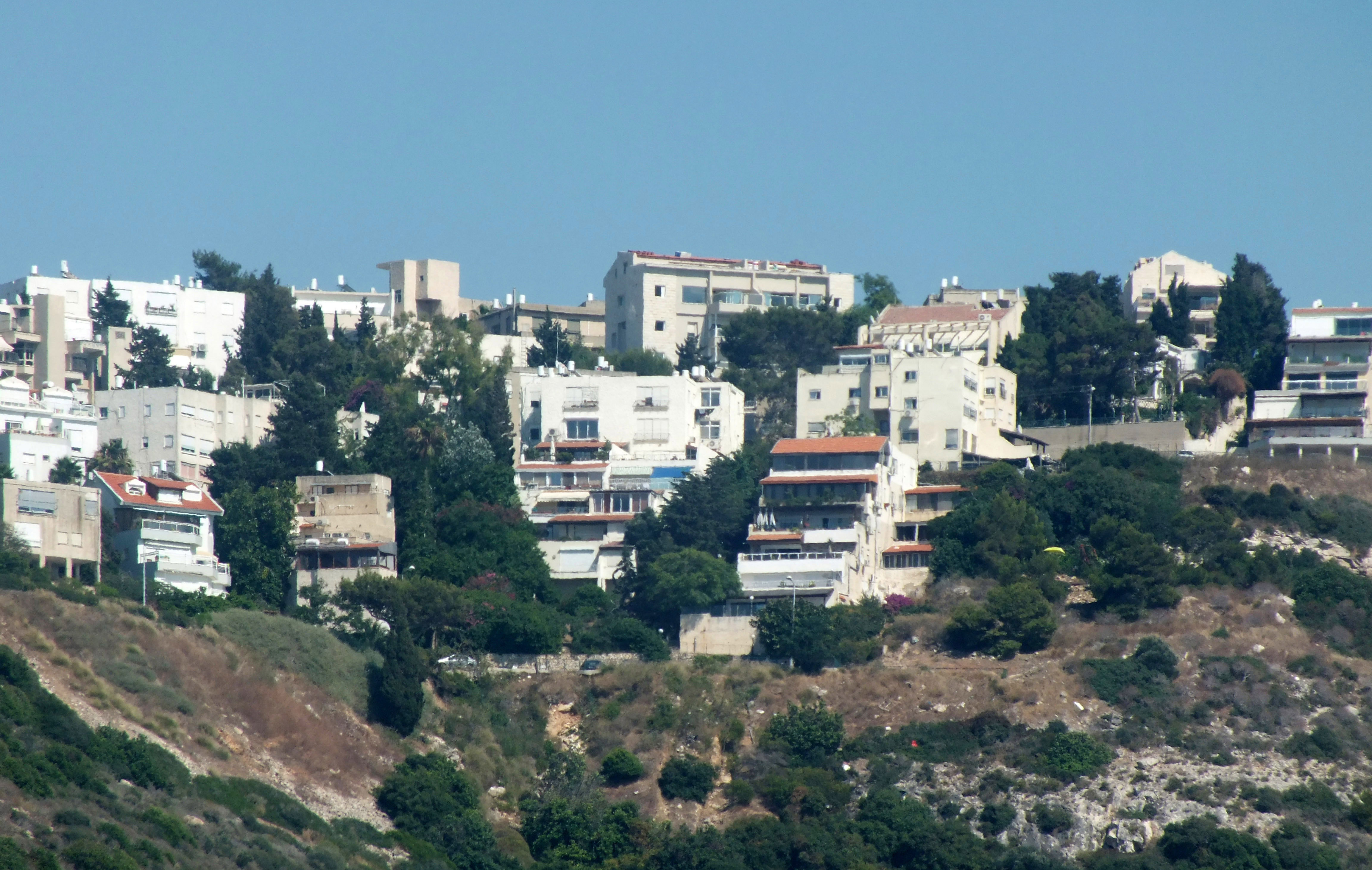
Karmelija

Karmelija (hebrejsky: כרמליה) je čtvrť v jihozápadní části Haify v Izraeli. Nachází se v administrativní oblasti ha-Karmel, v pohoří Karmel.

## Geografie
Leží v nadmořské výšce cca 250 metrů, cca 3 kilometry jihozápadně od centra dolního města. Na východě s ní sousedí čtvrť Šambur, na jihu Achuza, na jihozápadě Mevo'ot Daromim, na severu Karmel Merkazi, Karmel Vatik a Kababir. Zaujímá vrcholové partie nevelké sídelní terasy. Tu ohraničují zalesněná údolí, jimiž protékají vádí. Jižně odtud je to vádí Nachal Achuza, na severu Nachal Sijach, která obě směřují k západu. Populace je židovská.

## Dějiny
Byla budována od 60. let 20. století. Plocha této městské části dosahuje 0,96 kilometru čtverečního). V roce 2008 tu žilo 4800 lidí (z toho 4680 Židů).